# Anguille au vert
L'anguille au vert (en néerlandais : paling in 't groen) est un plat traditionnel belge, une spécialité principalement de la Région flamande autour de l'Escaut, entre Termonde et Anvers.
Le mot « vert » se réfère à un assemblage de plantes vertes. Le plat consiste en de l'anguille d'eau douce servie dans une sauce aux herbes vertes,. Bien qu'il s'agisse généralement d'un plat préparé à la maison, il est possible de l'acheter tout prêt mais non cuit en poissonnerie, à l'étal du marché, ou de le déguster dans un restaurant de spécialités.

## Préparation

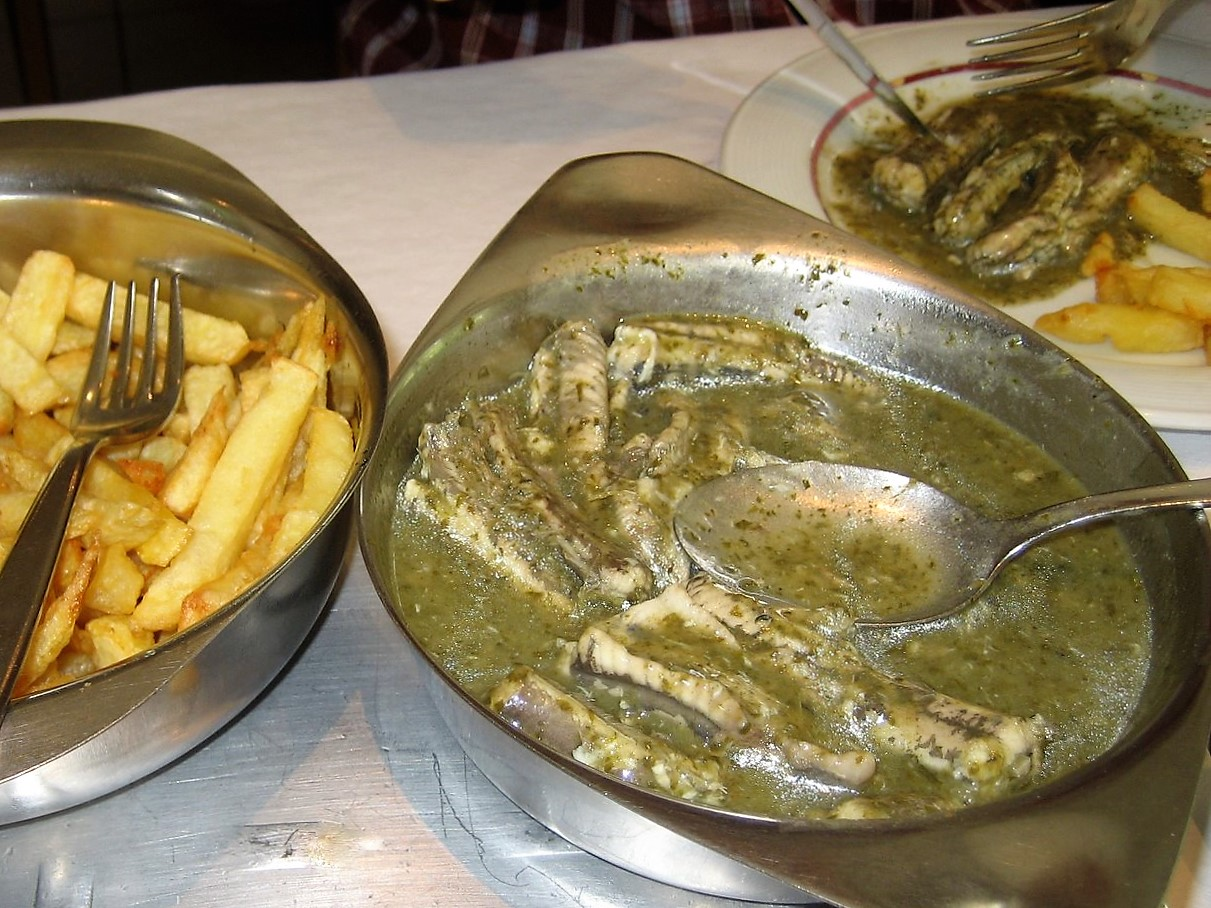
Anguille au vert servie avec des frites.

Après avoir vidé l'anguille et retiré la peau et la tête, on découpe des morceaux de quatre centimètres de long que l'on fait mijoter dans un mélange d'herbes fraîches finement hachées. Il s'agit en général d'herbes prises parmi la sauge, la menthe gentille, l'origan, l'oseille, la mélisse citronnelle, le cerfeuil, le thym, le thym citron, la sarriette, le persil, l'ortie, la menthe verte, la pimprenelle, le cresson de fontaine, l'estragon, la ciboulette et le basilic. On ajoute des échalotes finement hachées, de la farine de maïs, un peu de beurre et du sel.
La cuisson est achevée dès que la chair blanche peut se détacher facilement de l'arête centrale, sans pour autant se détacher quand on remue délicatement ; la quantité de farine de maïs doit permettre à la sauce d'être un liquide épais coulant sur l'assiette. Selon les goûts des uns et des autres, on peut obtenir une couleur plus vive en ajoutant des épinards, bien que les puristes rejettent cette technique. Des variantes avec de la bière ou du vin, du jus de citron, du jaune d'œuf ou même avec du bouillon de poulet sont possibles,,.
Bien qu'on le mange parfois froid, ce plat est normalement servi bien chaud avec des frites ou du pain. Il est courant de presser du citron sur les morceaux d'anguille.

## Production d'anguilles
Les anguilles de rivière locales sont devenues rares ou ne sont plus souhaitées à cause de la pollution. Comme les fermes d'anguilles offrent un produit très gras et moins recherché par les gastronomes, on importe souvent des anguilles sauvages. L'anguille sauvage est devenue une espèce menacée et très chère.